# 星光沈氏宗祠
29°48′22″N 121°28′51″E / 29.805992°N 121.480912°E
星光沈氏宗祠是中国浙江省宁波市一座清代祠堂，位于海曙区石碶街道星光村东首，是“台湾文献初祖”沈光文的家族祠堂，现仅存后殿及天井。后殿为硬山顶，面阔三间，明间为抬梁式结构，次间山墙为穿斗式结构。1992年辟为沈光文纪念馆。
2017年，星光沈氏宗祠成为浙江省文物保护单位。